# Смоленице (район Трнава)

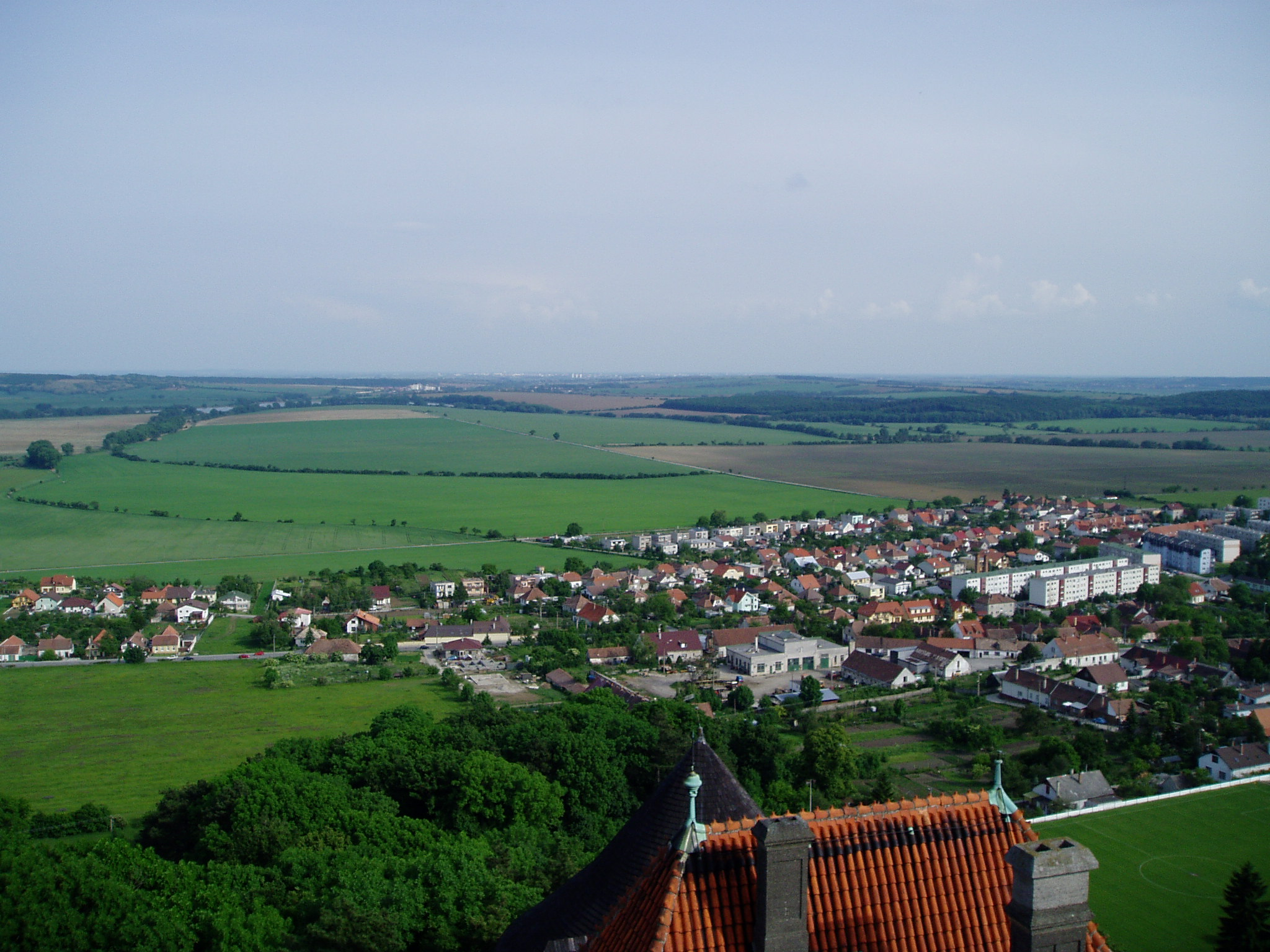
Вид Смоленице с замка

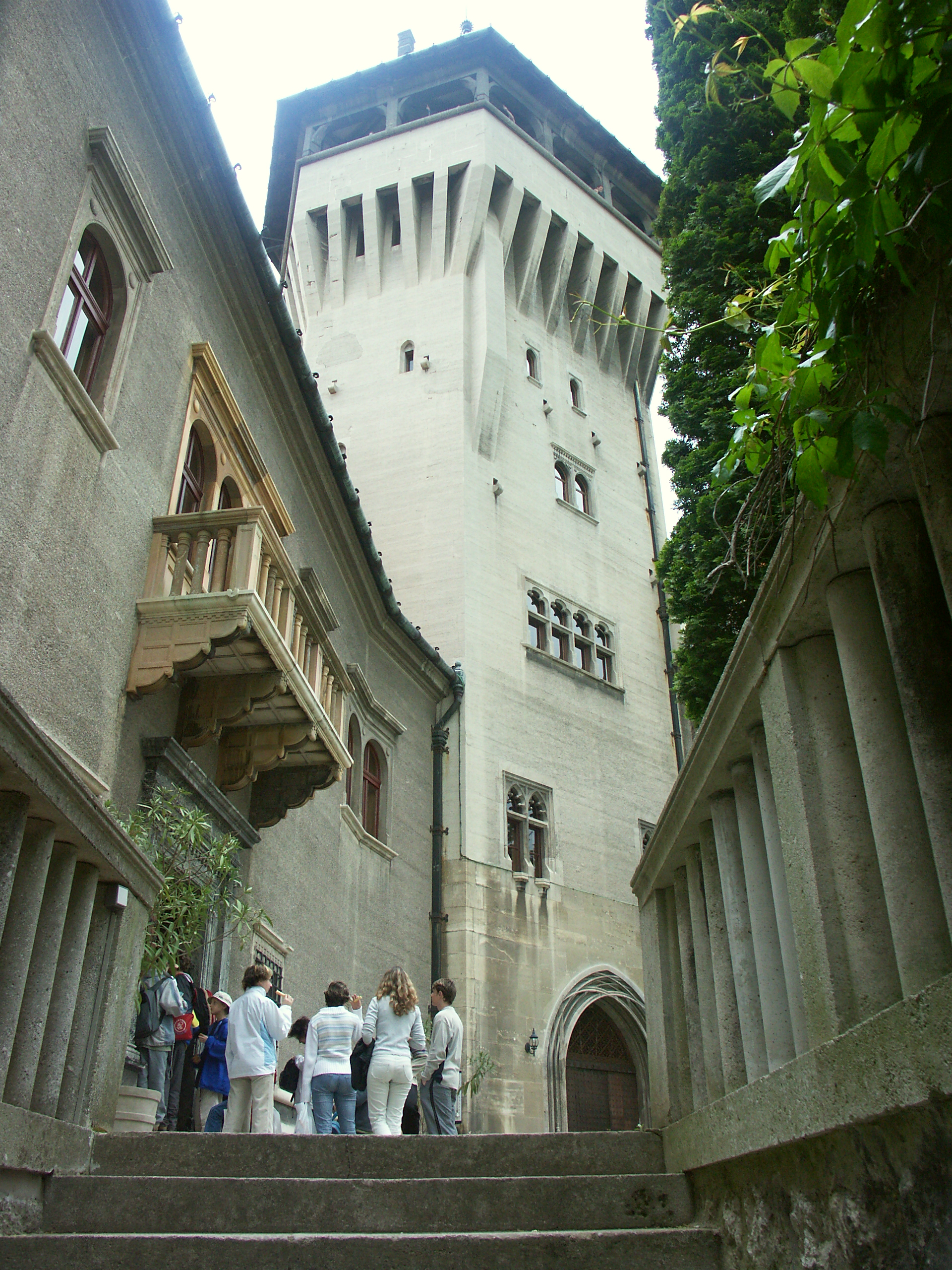
Смоленицкий замок

Смоленице (словац. Smolenice, нем. Smolenitz, венг. Szomolány) — деревня Трнавского района Трнавского края в западной Словакии. Деревня состоит из двух частей, Смоленице и Смоленицка Нова Весь (ранее Neštich).
Расположена у юго-восточных склонов Малых Карпат в 60 км северо-восточнее Братиславы и 25 км северо-западнее г. Трнава.
Известна, прежде всего, находящимися рядом Смоленицким замком XIV века и пещерой Дрины.
Население на 31.12.2020 г. составляло 3 359 человека.

## История
Первые документальные упоминания встречаются в 1256 году, как поселение Solmus. В XIV веке рядом был построен готический Смоленицкий замок, как часть цепи укреплений Венгерского королевства, защищающих проход через Малые Карпаты. С XVIII века здесь проводились еженедельные рынки и ярмарки.

## Население
| Год:                | 1994 | 2004    | 2014    | 2024    |
| ------------------- | ---- | ------- | ------- | ------- |
| Количество человек: | 3211 | 3235    | 3358    | 3228    |
| Разница:            |      | +0,74 % | +3,80 % | −3,87 % |

## Достопримечательности
- Смоленицкий замок XIV века
- Пещера Дрины в 2 км от деревни
- Кельтский оппидум VI века до н. э.
- Наивысшая гора Малых Карпат Заруби (768 м)

## Известные уроженцы
- Банич, Штефан (1870—1941) — словацкий конструктор и изобретатель. Известен созданием первого армейского парашюта.